# Řád za vojenské zásluhy Al-Husajna
Řád za vojenské zásluhy Al-Husajna je jordánské vojenské vyznamenání založené roku 1976. Udílen je občanům Jordánska a to jak příslušníkům ozbrojených sil, tak civilistům.

## Historie
Řád byl založen jordánským králem Husajnem I. roku 1976. Udílen je příslušníkům ozbrojených sil. Udělen může být i civilistům za jejich výjimečnou službu při ochraně království.

## Insignie
Řádový odznak má tvar zlaté sedmicípé bíle smaltované hvězdy s cípy zakončenými zlatými kuličkami. Hvězda je položena na zlatém vavřínovém věnci. Uprostřed je kulatý červeně smaltovaný medailon. V medailonu je zlatý znak Ozbrojených sil Jordánska, tedy dvě zkřížené šavle pod jordánskou královskou korunou, které jsou umístěny uprostřed vavřínového věnce. Nad šavlemi je nápis v arabštině.
Řádová hvězda se podobá řádovému odznaku, je však větší. Má tvar sedmicípé stříbrné hvězdy s cípy složenými z různě dlouhých paprsků. Na hvězdě je položen řádový odznak.
Stuha z hedvábného moaré se skládá z širokého zeleného pruhu uprostřed, na který z obou stran navazuje úzký bílý proužek, širší červený pruh, úzký bílý proužek a širší černý pruh.

## Třídy
Řád je udílen v pěti třídách:
- velkostuha – Řádový odznak o velikosti 52 mm se nosí na široké stuze spadající z ramene na protilehlý bok. Řádová hvězda o průměru 98 mm se nosí nalevo na hrudi. Tato třída je udílena výhradně generálům.
- velkodůstojník – Řádový odznak o velikosti 60 mm se nosí na stuze kolem krku. Řádová hvězda se nosí nalevo na hrudi. Tato třída je udílena brigádním generálům a plukovníkům.
- komtur – Řádový odznak o velikosti 60 mm se nosí na stuze kolem krku. Řádová třída této třídě již nenáleží. Tato třída je udílena vyšším důstojníkům.
- důstojník – Řádový odznak o velikosti 52 mm se nosí na stužce s rozetou nalevo na hrudi. Tato třída je udílena nižším důstojníkům.
- rytíř – Řádový odznak o velikosti 45 mm se nosí na stužce bez rozety nalevo na hrudi. Tato třída je udílena poddůstojníkům a vojínům.

velkostuha
velkodůstojník
komtur
důstojník
rytíř